# Nomalonia syricola
Nomalonia syricola är en tvåvingeart som beskrevs av Hesse 1956. Nomalonia syricola ingår i släktet Nomalonia och familjen svävflugor. Inga underarter finns listade i Catalogue of Life.